# 19509 Niigata
19509 Niigata este un asteroid din centura principală de asteroizi.

## Descriere
19509 Niigata este un asteroid din centura principală de asteroizi. A fost descoperit pe 29 iunie 1998 la Stația Anderson Mesa în cadrul programului LONEOS. Asteroidul prezintă o orbită caracterizată de o semiaxă mare de 2,61 ua, o excentricitate de 0,21 și o înclinație de 12,7° în raport cu ecliptica.